# Ондуа, Гаэль
Гаэ́ль Белла Ондуа́ (фр. Gaël Bella Ondoua; также Гаэль Нестерович Ондуа; род. 4 ноября 1995[…], Яунде) — камерунский и российский футболист, полузащитник клуба «Серветт» и сборной Камеруна.

## Клубная карьера
Родился в Камеруне, с детского возраста жил в России, так как его отец работал в посольстве Камеруна. Начал карьеру в юношеском составе клуба «Локомотив» (Москва), становился победителем и лучшим бомбардиром Кубка РФС среди юношеских команд 1995 года рождения (2012).
В апреле 2014 года перешёл в ЦСКА, сыграл 29 матчей (3 гола) в молодёжном первенстве и один матч за основной состав в Кубке России — 24 сентября 2014 года вышел на замену вместо Александра Головина на 88-й минуте матча с дзержинским «Химиком».
В 2016 году перешёл в клуб второго датского дивизиона «Вайле», отыграл 23 матча и забил 2 гола.
В конце декабря 2017 года подписал контракт с украинским клубом «Заря» (Луганск), однако не провёл за команду на поле ни минуты.
27 июля 2018 года подписал полноценный контракт с «Анжи». За сезон 2018/19 провёл 27 матчей.
В июле 2019 года перешёл в швейцарский «Серветт». Дебют состоялся 21 июля того же года в матче первого тура чемпионата против «Янг Бойз» (1:1). 5 октября забил первый гол — в ворота «Ксамакса».
С 2021 года выступал за немецкий «Ганновер 96» во второй Бундеслиге. Дебютировал 11 сентября 2021 года в матче чемпионата против «Санкт-Паули».
В июле 2023 года вернулся в «Серветт». 4 февраля 2024 года забил гол в матче чемпионата против «Стад Лозанна Уши».

## Карьера в сборной
Изначально заявлял о желании выступать за сборную России, однако в итоге принял приглашение сборной Камеруна. Вместе с Камеруном вышел на чемпионат мира 2022 и попал в итоговый состав для участия в турнире.
24 ноября 2022 года дебютировал на чемпионате мира, выйдя на замену вместо Мартина Онгла в матче против Швейцарии. На бутсах Гаэля в той игре был изображен флаг Российской Федерации. Игрок объяснил, что играет в таких бутсах уже 10 лет, потому что вырос в России, и на игру с Сербией вышел в них же.

## Достижения
«Серветт»
- Обладатель Кубка Швейцарии: 2023/24

## Статистика выступлений

### Список матчей за сборную
| Матчи и голы Гаэля Ондуа за национальную сборную Камеруна | Матчи и голы Гаэля Ондуа за национальную сборную Камеруна | Матчи и голы Гаэля Ондуа за национальную сборную Камеруна | Матчи и голы Гаэля Ондуа за национальную сборную Камеруна | Матчи и голы Гаэля Ондуа за национальную сборную Камеруна | Матчи и голы Гаэля Ондуа за национальную сборную Камеруна |
| №                                                         | Дата                                                      | Оппонент                                                  | Счёт                                                      | Голы                                                      | Соревнование                                              |
| --------------------------------------------------------- | --------------------------------------------------------- | --------------------------------------------------------- | --------------------------------------------------------- | --------------------------------------------------------- | --------------------------------------------------------- |
| 1                                                         | 25 марта 2022                                             | Алжир                                                     | 0:1                                                       | —                                                         | Отборочные матчи ЧМ-2022                                  |
| 2                                                         | 29 марта 2022                                             | Алжир                                                     | 2:1                                                       | —                                                         | Отборочные матчи ЧМ-2022                                  |
| 3                                                         | 9 июня 2022                                               | Бурунди                                                   | 1:0                                                       | —                                                         | Отборочные матчи КАФ-2023                                 |
| 4                                                         | 27 сентября 2022                                          | Республика Корея                                          | 0:1                                                       | —                                                         | Товарищеский матч                                         |
| 5                                                         | 24 ноября 2022                                            | Швейцария                                                 | 0:1                                                       | —                                                         | ЧМ-2022                                                   |
| 6                                                         | 28 ноября 2022                                            | Сербия                                                    | 3:3                                                       | —                                                         | ЧМ-2022                                                   |
| 7                                                         | 12 октября 2023                                           | Россия                                                    | 0:1                                                       | —                                                         | Товарищеский матч                                         |
| 8                                                         | 17 октября 2023                                           | Сенегал                                                   | 0:1                                                       | —                                                         | Товарищеский матч                                         |

Итого: 8 матчей и 0 голов; 2 победы, 1 ничья, 5 поражений.